# حشيشة السعال
حشيشة السعال أو دوسة الحمار أو الفرفرة أو طفوف كرمة أو الفيخيون وتعرف في اليونانية باسم توسيلاج ومعناه طارد للسعال، وهي عشبة معمرة يصل ارتفاعها إلى 30سم ذات سوق مزهرة ولها حراشف أرجوانية وأزهار صفراء ذهبية وأوراقها قلبية الشكل من الفصيلة النجمية.

## الموطن الأصلي
أوروبا وشمالي آسيا وقد وطنت في أمريكا الشمالية وهي نبتة شائعة غالباً ما توجد على جوانب الطرقات وفي الأراضي البور. ونبات حشيشة السعال ينب في الأماكن الرطبة أو الجبلية ، ومن العجيب أن الأزهار تظهر في أواخر الشتاء قبل الأوراق بفترة طويلة.

## الصفات
جذور النبات معمرة وزاحفة وله أزهار صفراء اللون والأوراق ذات حافة مسننة تسنينا بسيطا، ملساء ذات لون أخضر.

## الجزء المستخدم من النبات

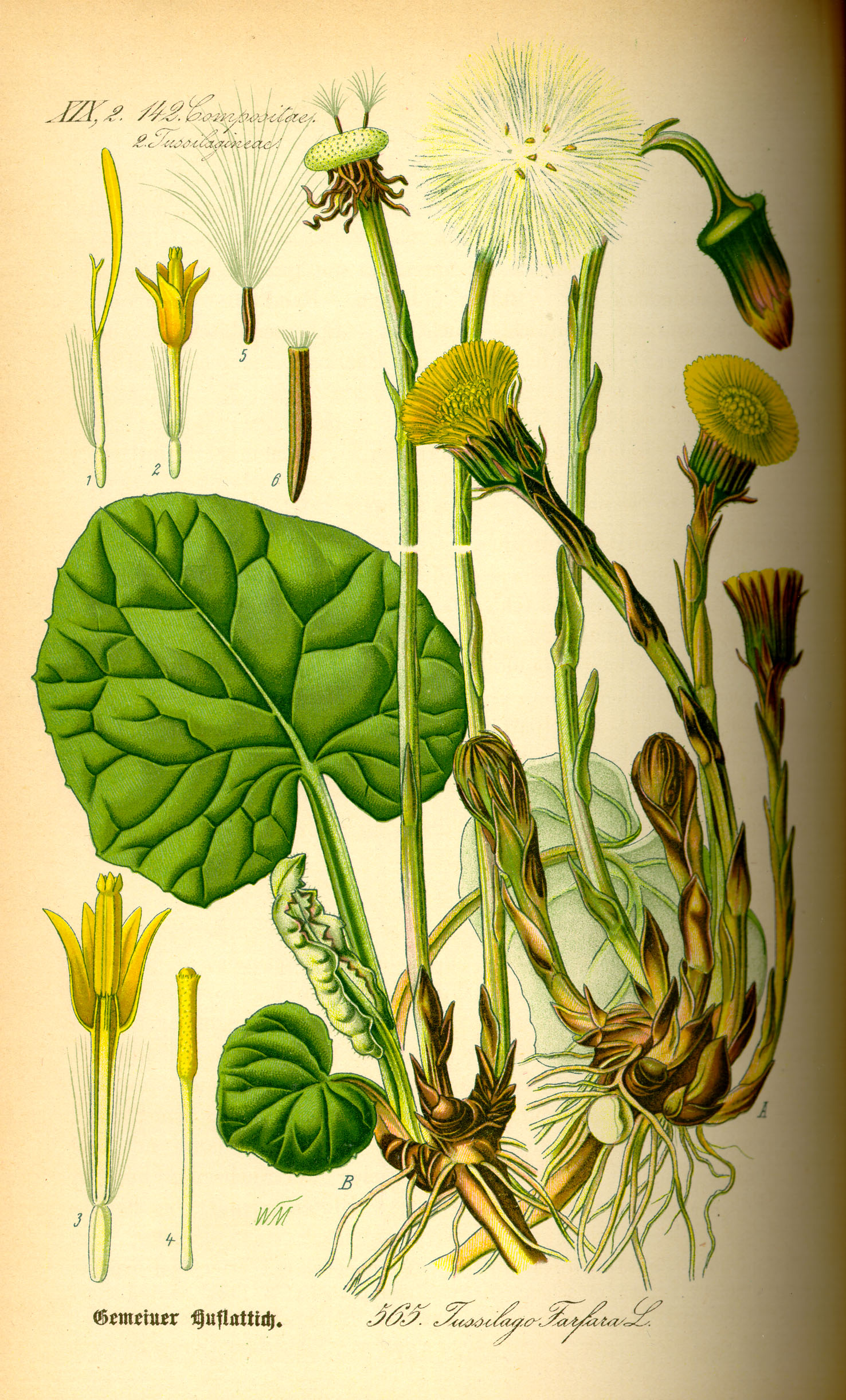
حشيشة السعال

الأوراق والأزهار بحيث تجمع الأزهار في أواخر الشتاء وأما الأوراق فتجمع في الصيف. تحتوي حشيشة السعال على فلافونديات ومواد هلامية تتكون من متعددات السكريد. كما تحتوي على حموض العفص وقلويدات البيروليزيدين وفيتامين ج ومعدن الزنك.

## الاستعمال

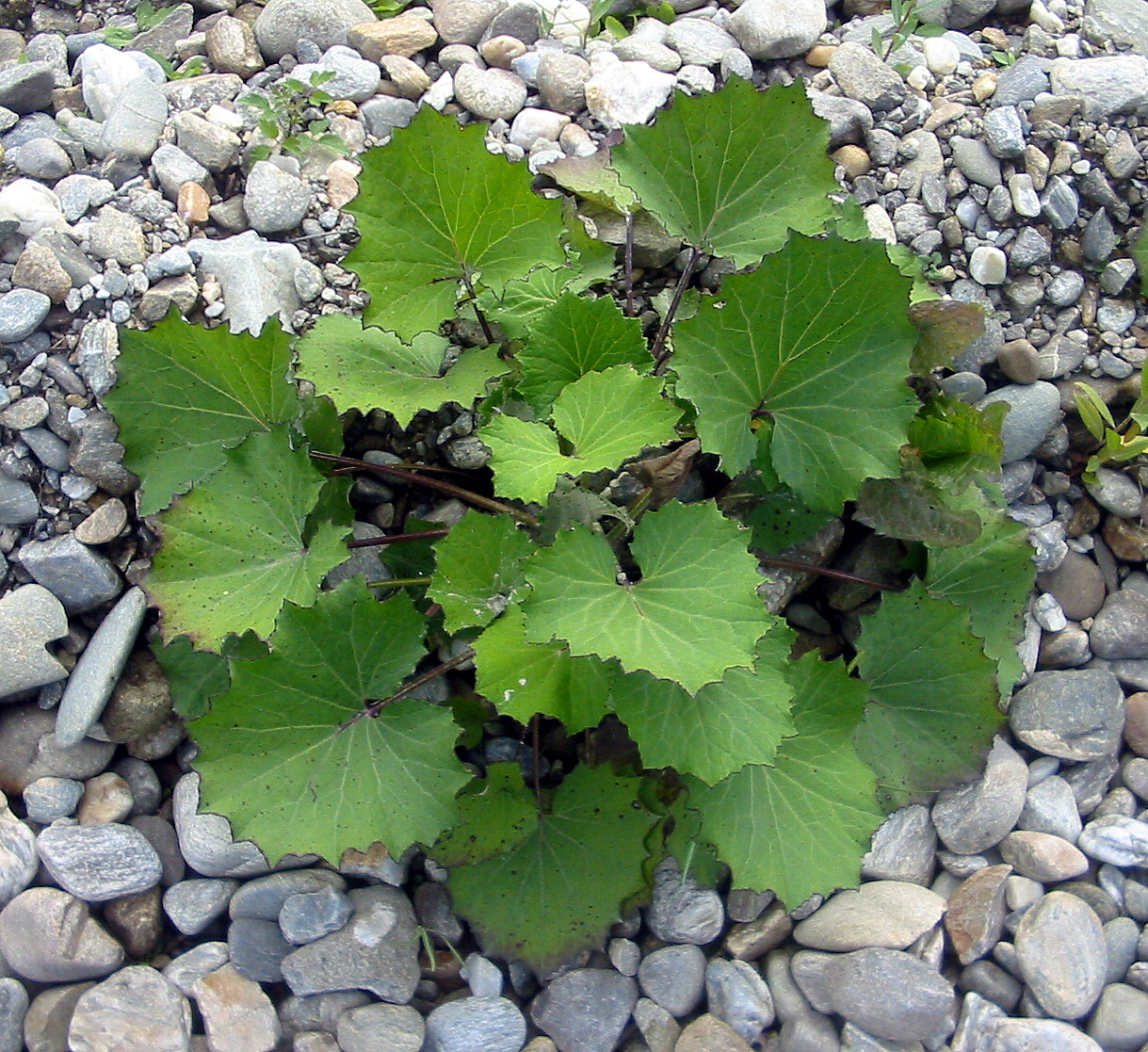
أوراق شجرة السعال

يستعمل هذا النبات طبيا منذ القدم في علاج السعال والنزلات الصدرية ومن الطرائف أن في السويد قديما كانوا يستعملونه كعلاج للسعال عن طريق تدخين أوراقه. ويستعمل منه الأزهار والأوراق. وقد أوصى بها دسقوريدس وهو طبيب إغريقي من القرن الميلادي الأول للسعال الجاف وللذين لا يستطيعون التنفس إلا وقوفاً. إن عشبة السعال عشبة مطرية ومقشعة للبلغم ومن أشهر الأدوية الأوروبية لعلاج مشكلات الصدر. وفي أوروبا تفضل الأوراق على الأزهار التي تحتوي على مقادير أكبر من قلويدات اليروليزيدين السامة ولكن على العكس من ذلك فتفضل الأزهار وفي الصين على الأوراق.

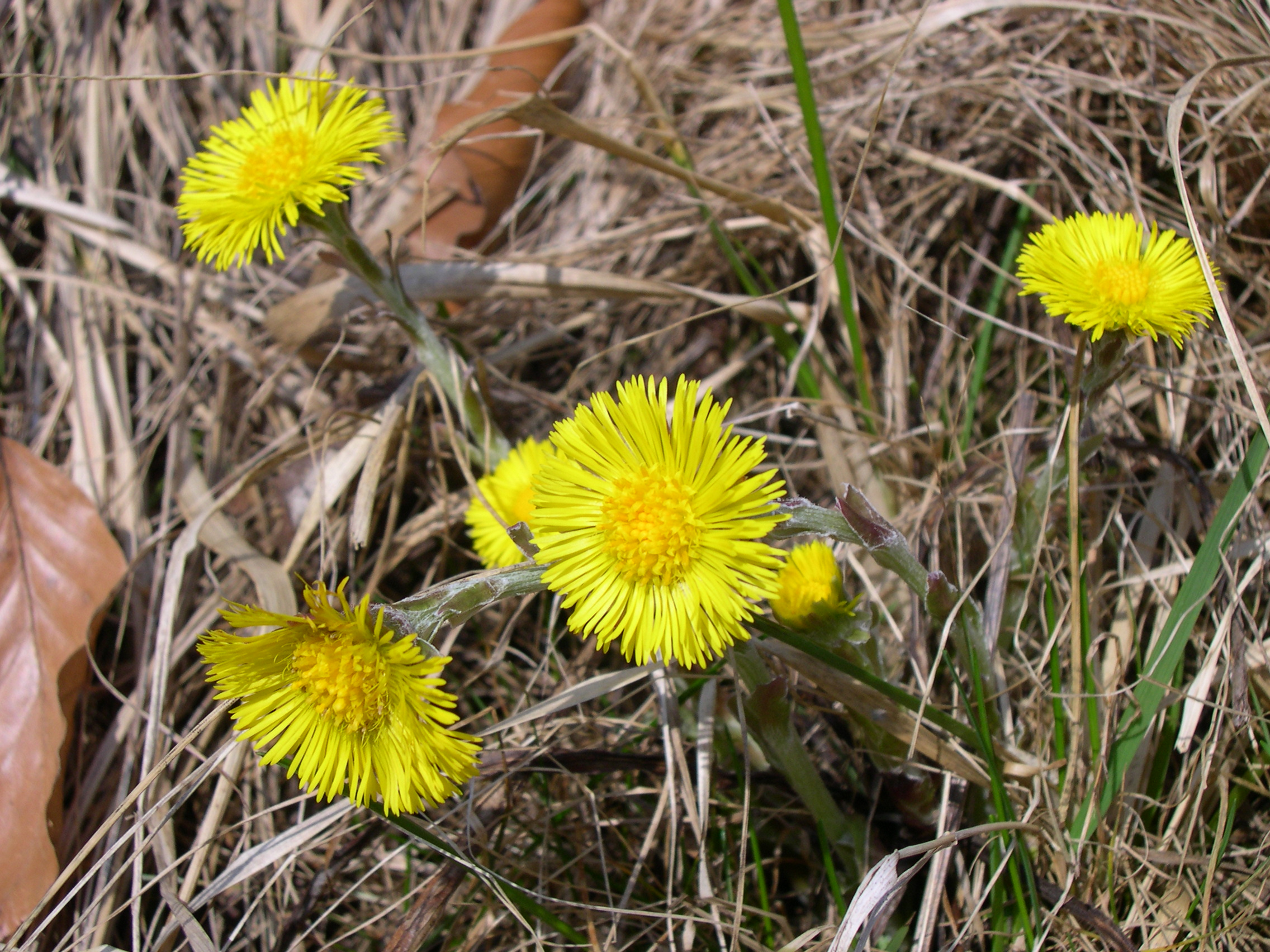
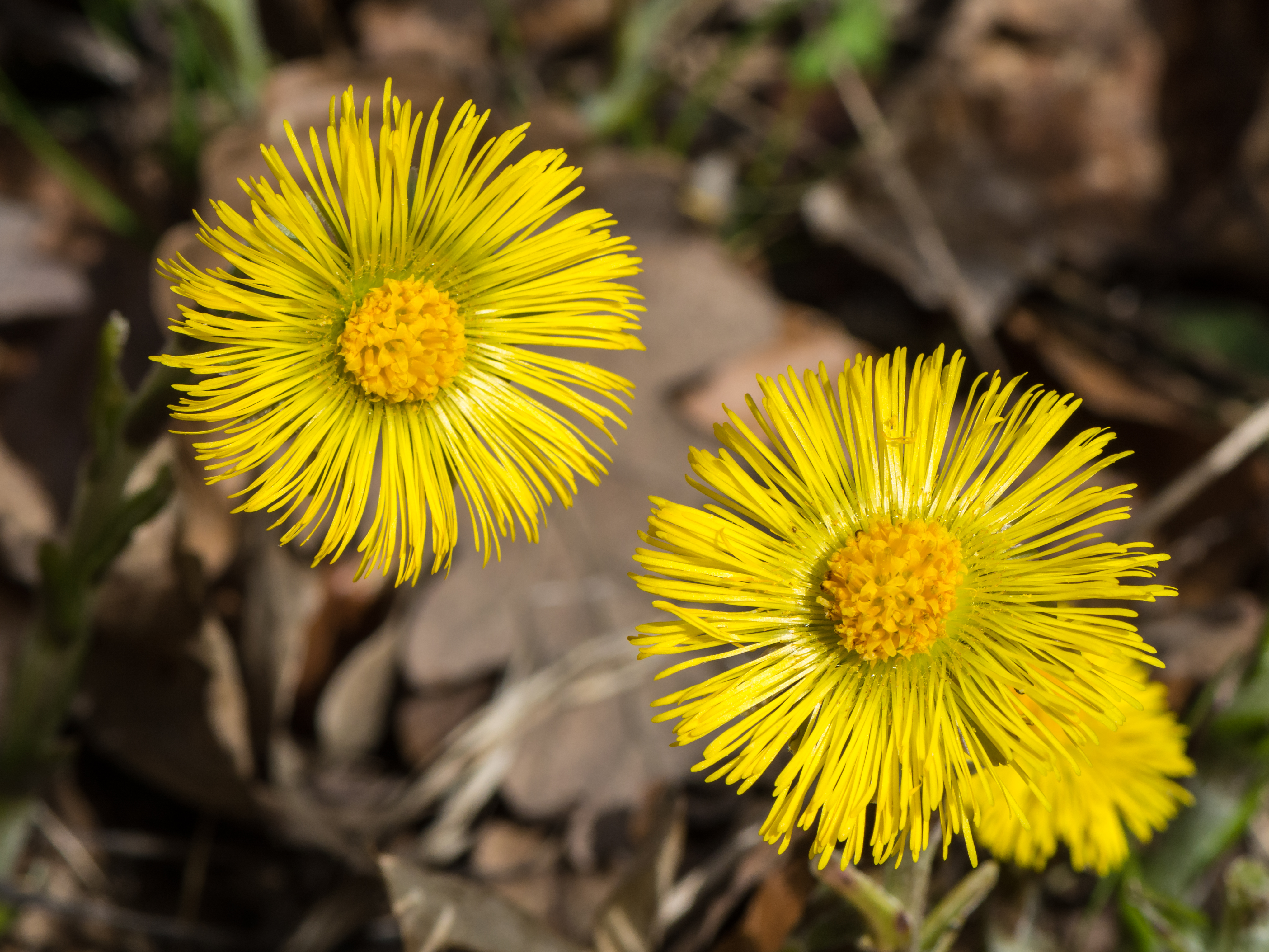
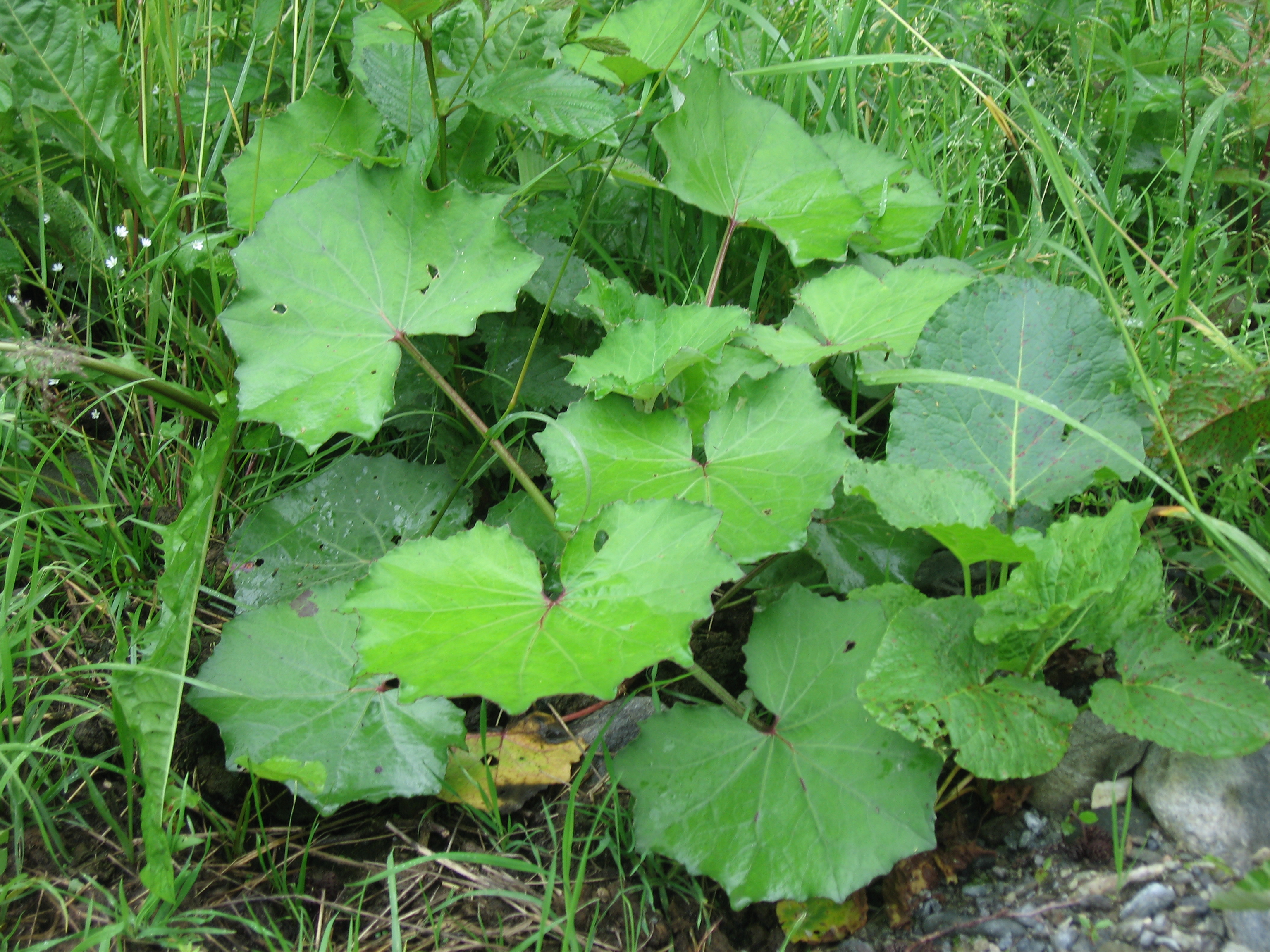
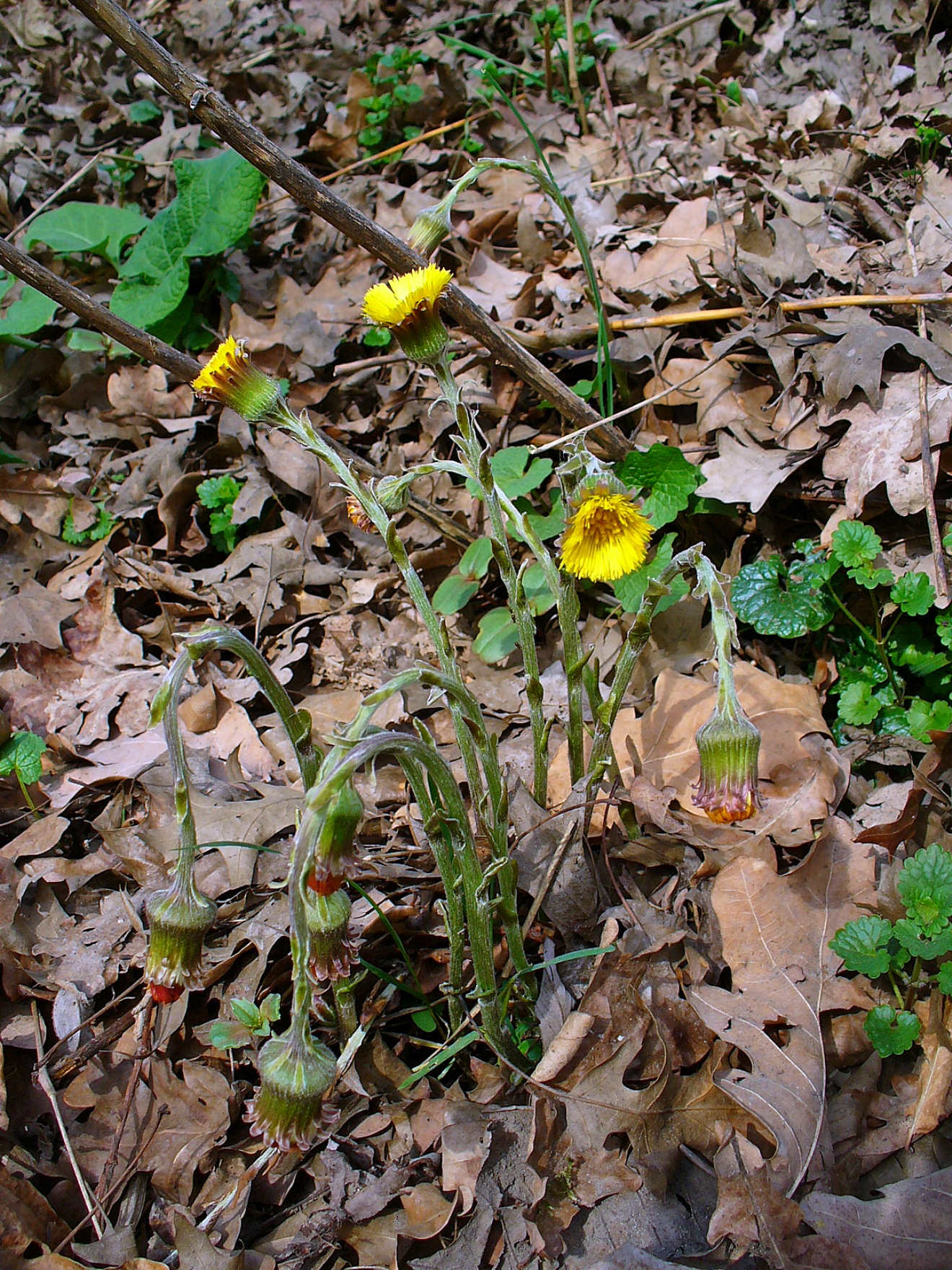